# Університет Пуатьє
Університет Пуатьє (фр. Université de Poitiers) — французький публічний університет у місті Пуатьє, один із найстаріших у Франції, заснований 1431 року. Тут на семи факультетах навчається 22 805 осіб (2011).
Університет Пуатьє має глобальний операційний бюджет у розмірі близько 150 мільйонів євро на рік, одна третина з яких припадає на операційні й інвестиційні витрати, а дві третини — на витрати на персонал. Станом на липень 2015 року він є членом регіональної університетської асоціації консолідованого університету Леонардо да Вінчі.

## Історія
Заснований 1431 року при Папі Римському Євгенії IV і подарований ним королю Франції Карлу VII. На початку діяльності університету тут викладалися теологія, канонічне та цивільне право, медицина та мистецтва.
У XVI столітті університет Пуатьє заслужив європейську репутацію і став другим за популярністю після Паризького університету. Кількість студентів сягала в той час близько 4000 осіб.
Університет під час Великої французької революції був закритий та сильно постраждав. Відновив роботу лише 1896 року.

## Відомі студенти
Серед студентів, що навчалися в університеті Пуатьє, були такі видатні люди, як Френсіс Бекон, Жоашен дю Белле, Барнабі Бріссон, Франсуа Вієт, Рене Декарт, Франсуа Рабле, Онезім Реклю та інші.

## Структура
Зараз до складу університету входить 6 інститутів, 2 вищі інженерні школи (École Nationale Supérieure d'Ingénieurs de Poitiers — Higher National Engineering School of Poitiers) (ENSIP) і вища школа економіки та менеджменту, підготовка ведеться на 7 факультетах, за напрямками:
- Права та суспільних наук
- Економіки
- Основ та застосування науки
- Літератури та лінгвістики
- Гуманітарних наук і мистецтв
- Спортивних наук
- Медицини та фармакології